# Saraguros

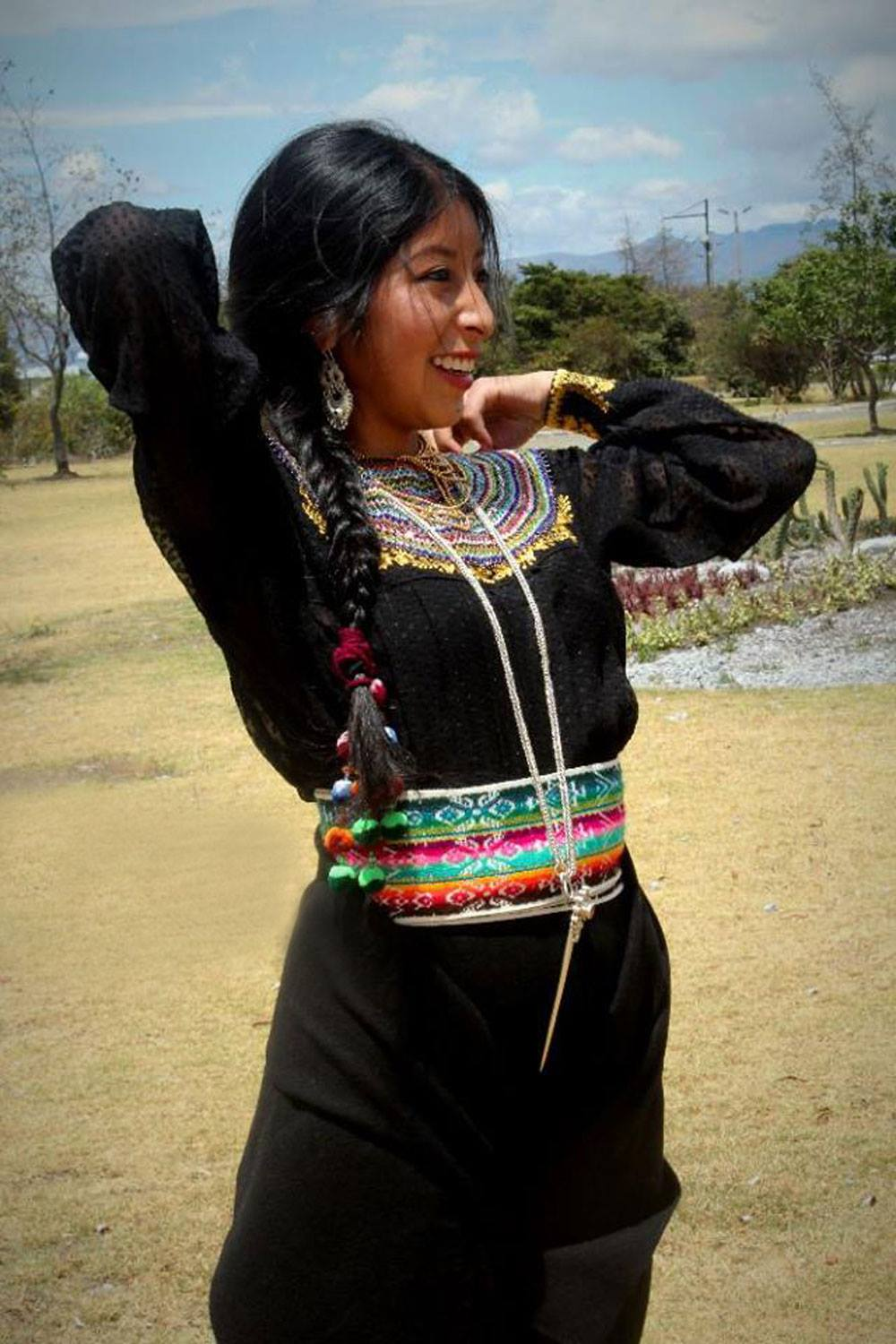
Eine Angehörige der Volksgruppe

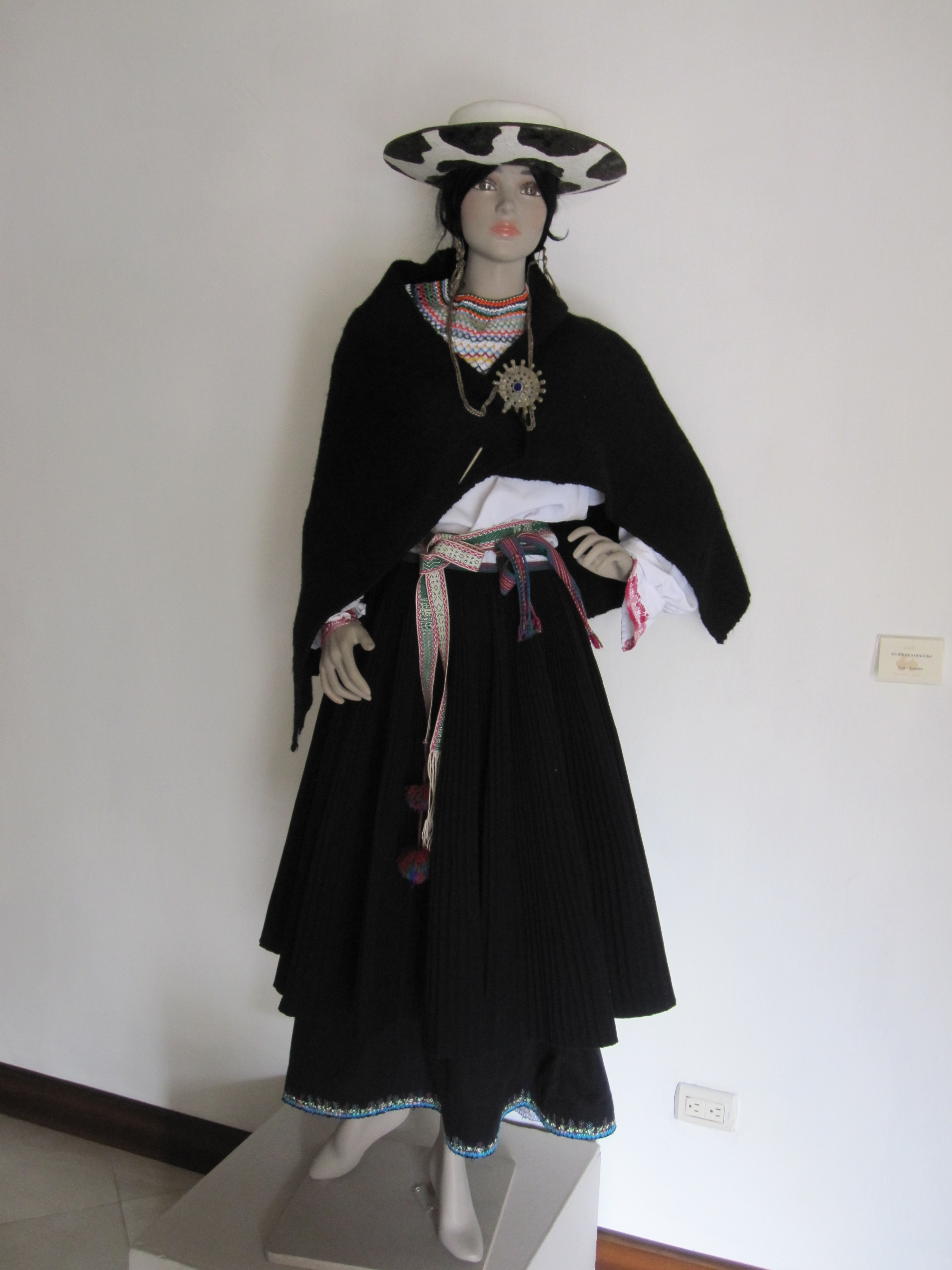
Traditionelle Kleidung der Saraguro

Die Saraguros (Spanisch; Kichwa: Sarakuru) sind eine ethnische Gruppe der Kichwa in der ecuadorianischen Provinz Loja, insbesondere im Kanton Saraguro, dessen gleichnamiger Hauptort nach ihnen benannt ist.
Die Herkunft des Namens ist unbekannt. Auf Kichwa bedeutet sarakuru Maiswurm, was als Erklärung für den Namen unwahrscheinlich ist. Eine andere, auch eher unwahrscheinliche Herleitung lautet sara quri, „Mais-Gold“.
Bei den Saraguros handelt es sich – nach eigener Überlieferung – um Nachkommen von Umsiedlern (mitmakkuna), die durch die Inkas unter Tupaq Yupanki nach dessen Sieg über das Volk der Paltas in der Gegend angesiedelt wurden. Auf Grund der Ähnlichkeit bei der Bekleidung wird vermutet, dass die Vorfahren der Umsiedler zur Ethnie der Pakillapa (spanisch Paquizhapas) in der Gegend von Urdaneta in Bolivien gehörten.
Die Saraguros sind im Verband SAKIRTA (Saraguro Kichwa Runakunapak Jatun Tantanakuy, spanisch CORPUKIS – Corporación de pueblos kichwas de Saraguro) politisch organisiert, der wiederum Mitglied von ECUARUNARI ist.
Das Kichwa ist bei den Saraguros in den vergangenen Jahrzehnten einer Verdrängung durch das Spanische ausgesetzt. In den letzten Jahren wurden durch SAKIRTA Programme einer zweisprachigen interkulturellen Erziehung eingeführt, um den Sprachverlust aufzuhalten und umzukehren. Dabei wird das Standard-Kichwa (Shukllachishka Kichwa) benutzt, das in einigen Merkmalen von den lokalen Mundarten abweicht.